# Montagnieu (Ain)
Montagnieu è un comune francese di 513 abitanti situato nel dipartimento dell'Ain della regione dell'Alvernia-Rodano-Alpi.

## Società

### Evoluzione demografica
Abitanti censiti